# Cristal ionique

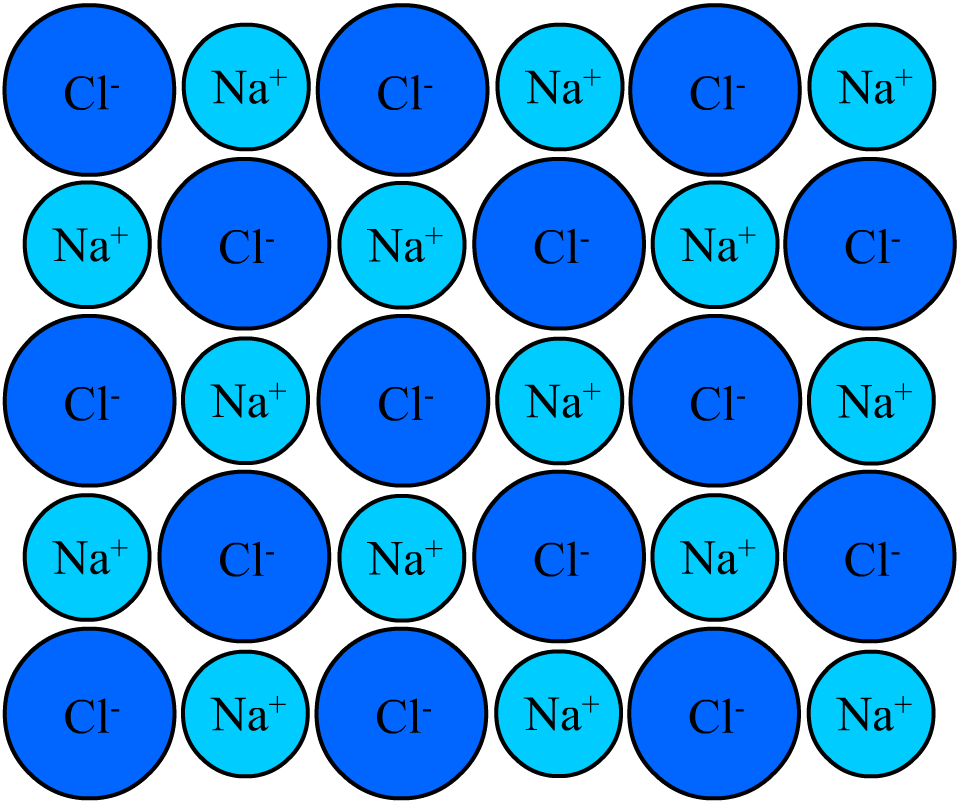
Structure cristalline d'un cristal NaCl (sel de table).

Un cristal ionique est un cristal dont les liaisons entre atomes sont de nature essentiellement  ionique. La plupart des oxydes et des halogénures sont des cristaux ioniques, tandis que, dans les silicates, la liaison entre le silicium et l'oxygène n'est pas entièrement ionique mais comprend une contribution covalente. Les règles de Pauling expliquent la stabilité des cristaux ioniques. Le chlorure de sodium et le sulfate de cuivre sont des exemples de cristaux ioniques.

## Structures types
Les ions sont typiquement empilés en structures cristallines régulières, dans un arrangement qui maximise l'attraction et minimise la répulsion par les forces de Coulomb.  Pour les ions sphériques (ce qui inclut tous les ions monoatomiques), l'arrangement des anions dans ces systèmes est souvent relié à l'empilement compact de sphères de mêmes rayons, où les cations occupent les interstices.  Selon la stœchiométrie du composé ionique, et la coordinence (principalement déterminée par le rapport des rayons ioniques des cations et des anions), quelques structures types sont souvent observées.
| Stœchiométrie | Coordination cation:anion | Sites interstitiels occupés                                                                            | Empilement cubique à faces centrées     | Empilement hexagonal compact |
| ------------- | ------------------------- | --- | --------------------------------------- | ---------------------------- |
| MX            | 6:6                       | tous les sites octaédriques                                                                            | chlorure de sodium                      | arséniure de nickel          |
|               | 4:4                       | un site tétraédrique sur deux                                                                          | ZnS blende                              | ZnS wurtzite                 |
| M2X           | 4:8                       | tous les sites tétraédriques                                                                           | de type antifluorine : oxyde de lithium |                              |
| MX2           | 6:3                       | un site octaédrique sur deux (structure lamellaire, tous les sites octaédriques d'une couche sur deux) | chlorure de cadmium                     | iodure de cadmium            |
| MX3           | 6:2                       | un site octaédrique sur trois                                                                          | chlorure de chrome(III)                 | iodure de bismuth(III)       |
| M2X3          | 6:4                       | deux sites octaédriques sur trois                                                                      |                                         | corindon                     |

Dans certains cas les anions occupent les nœuds d'un réseau cubique primitif, et les structures types observées sont :
| Stœchiométrie | Coordination cation:anion | Sites interstitiels (cubiques) occupés | Exemple de structure |
| ------------- | ------------------------- | -------------------------------------- | -------------------- |
| MX            | 8:8                       | tous                                   | chlorure de césium   |
| MX2           | 8:4                       | une maille sur deux                    | de type fluorine     |

Enfin, les composés mixtes (avec un anion noté X et deux cations notés ici A et B) peuvent être décrits de la façon suivante :
| Stœchiométrie | Sites interstitiels occupés                                                      | Empilement cubique à faces centrées | Empilement hexagonal compact |
| ------------- | -------------------------------------------------------------------------------- | ----------------------------------- | ---------------------------- |
| ABX3          | deux sites octaédriques sur trois, couches alternées de A et B                   | structure pérovskite                | ilménite                     |
| AB2X4         | A dans un site tétraédrique sur huit et B dans un site octaédrique sur deux      | spinelle normale                    | olivine                      |
| AB2X4         | B dans un site tétraédrique sur huit et A et B dans un site octaédrique sur deux | spinelle inverse                    |                              |

### Structure pérovskite
La structure ABX3 pérovskite peut être décrite comme une structure avec les cations A2+ aux nœuds d'un réseau cubique primitif, les cations B4+ au site octaédrique central, et les anions X2− aux centres des faces.
Toutes les espèces minérales possédant une formule chimique ABX3 ne sont pas forcément des pérovskites. La preuve la plus simple est celle du carbonate de calcium (CaCO3). En effet, il n'existe pas de cation C4+ dans les conditions ordinaires naturellement rencontrées sur Terre car le carbone est l'élément tétravalent possédant la tendance la plus forte à former des liaisons chimiques covalentes (mise en commun d'électrons partagés entre atomes). De ce fait, l'anion trigonal plan carbonate (CO32–) se forme à la place du cation C4+. Le caractère covalent des liaisons décroît quand on descend dans une colonne (ou groupe) du tableau périodique des éléments : Groupe 4: Ti, Zr, Hf, Rf, (plus Ce et Th pour les lanthanides et actinides) et Groupe 14: C, Si, Ge, Sn, Pb, car la valeur de l'énergie d'ionisation des atomes diminue quand le rayon atomique augmente.